# Матчи сборной Ленинграда по футболу (1931)
Сезон 1931 года стал 30-м в истории сборной Ленинграда по футболу.
В нём сборная провела
- 14 официальных матчей
  - 3 соревновательных в рамках Чемпионата РСФСР 1931
  - 1 международный со сборной Турции
  - 10 междугородних
    - в том числе 2 в рамках Матча трёх городов 1931
- 34 неофициальных матча
  - в том числе 1 международный

## Классификация матчей
По установившейся в отечественной футбольной истории традиции официальными принимаются
- Все соревновательные матчи[К 4] официальных турниров — чемпионатов СССР, Российской империи и РСФСР — во времена, когда они проводились среди сборных городов (регионов, республик), и сборная Санкт-Петербурга (Ленинграда) была субъектом этих соревнований; к числу таковых относятся также матчи футбольных турниров на Спартакиадах народов СССР 1956 и 1979 года.
- Междугородние товарищеские игры сборной сильнейшего состава без формальных ограничений[К 5] с адекватным по статусу соперником. Матчи с клубами Санкт-Петербурга и других городов, со сборными не сильнейшего состава и т. п. составляют другую категорию матчей.
- Международные матчи с соперниками топ-уровня — в составах которых выступали футболисты, входившие в национальные сборные либо выступавшие в чемпионатах (лигах) высшего соревновательного уровня своих стран — как профессионалы, так и любители[К 6]. Практиковавшиеся (в основном, в 1920—1930-х годах) международные матчи с так называемыми «рабочими» и им подобными по уровню командами, состоявшими, как правило, из неконкурентноспособных игроков-любителей невысокого уровня, заканчивавшиеся обычно их разгромными поражениями, отнесены в отдельную категорию матчей.

## Статистика сезона
| 1931             |                                                               |      |
| Н (1)            | Ленинград — Ленинград (II)                                    | 1:1  |
| С 16             | Ленинград — Карелия                                           | 9:0  |
| Н (2)            | Ленинград — Петрозаводск                                      | 8:1  |
| С 17             | Ленинград — Нижний Новгород                                   | 17:0 |
| Н (3)            | Ленинград — Ленинград (II)                                    | 2:3  |
| Н (4)            | Ленинград — Ленинград (II)                                    | 7:1  |
| С 18             | Ленинград — Москва                                            | 3:4  |
| Н (5)            | Ленинград — РСФСР                                             | 3:2  |
| Н (6)            | Ленинград (ЛОСПС) — «Динамо» Ленинград                        | 6:3  |
| Н (7)            | Ленинград (ЛОСПС) — Москва (МГСПС)                            | 1:2  |
| Н (8)            | Ленинград — Ленинград (ЛОСПС, «молодёжная»)                   | 7:0  |
| Н (9)            | Ленинград (II) — Ленинград (III)                              | 4:3  |
| Н (10)           | Ленинград (ЛОСПС, «молодёжная») — Нижний Новгород (профсоюзы) | 2:1  |
| Н (11)           | Ленинград (ЛОСПС, «молодёжная») — Москва (МГСПС)              | 2:6  |
| Н (12)           | Ленинград (ЛОСПС, «молодёжная») — Чебоксары                   | 4:0  |
| Н (13)           | Ленинград (ЛОСПС, «молодёжная») — Казань (профсоюзы)          | 8:0  |
| Н (14)           | Ленинград (ЛОСПС, «молодёжная») — Казань («кожевники»)        | 6:0  |
| Н (15)           | Ленинград (ЛОСПС, «молодёжная») — Самара («ветераны»)         | 14:2 |
| Н (16)           | Ленинград (ЛОСПС, «молодёжная») — Самара                      | 6:1  |
| Н (17)           | Ленинград (ЛОСПС, «молодёжная») — Самара («железнодорожники») | 6:1  |
| Н (18)           | Ленинград — Ленинград (II)                                    | 3:3  |
| МГ 64            | Ленинград — Москва                                            | 2:6  |
| МГ 65            | Ленинград — Харьков                                           | 2:2  |
| Н (19)           | Ленинград (II) — Ленинград (III)                              | 9:2  |
| Н (20)           | Ленинград — Ленинград (ЛОСПС, «молодёжная»)                   | 2:5  |
| Н (21)           | Ленинград (ЛОСПС) — Ленинград (ЛОСПС, «молодёжная»)           | 3:2  |
| МН 18            | Ленинград — Турция                                            | 5:4  |
| Н (22)           | Ленинград (ЛОСПС, «молодёжная») — Одесса (профсоюзы)          | 2:2  |
| Н (23)           | Ленинград (ЛОСПС, «молодёжная») — Одесса (профсоюзы)          | 4:2  |
| Н (24)           | Ленинград (ЛОСПС, «молодёжная») — Винница (профсоюзы)         | 5:1  |
| Н (25)           | Ленинград (ЛОСПС, «молодёжная») — «Динамо» Винница            | 1:0  |
| Н (26)           | Ленинград (ЛОСПС, «молодёжная») — Казатин                     | 6:0  |
| Н (27)           | Ленинград — Норвегия (АИФ, «рабочая»)                         | 9:1  |
| Н (28)           | Ленинград — Киев (профсоюзы)                                  | 2:1  |
| МГ 66            | Ленинград — Киев                                              | 3:1  |
| Н (29)           | Ленинград — «Динамо» Киев                                     | 1:1  |
| Н (30)           | Ленинград — Одесса (II)                                       | 3:2  |
| МГ 67            | Ленинград — Одесса                                            | 3:1  |
| МГ 68            | Ленинград — Николаев                                          | 6:2  |
| Н (31)           | Ленинград — «Динамо» Сталино                                  | 5:2  |
| МГ 69            | Ленинград — Сталино                                           | 3:5  |
| Н (32)           | Ленинград — Харьков (II)                                      | 5:2  |
| МГ 70            | Ленинград — Харьков                                           | 2:2  |
| МГ 71            | Ленинград — Москва                                            | 3:1  |
| Н (33)           | Ленинград (ЛОСПС) — Москва (МГСПС)                            | 3:0  |
| МГ 72            | Ленинград — Москва                                            | 3:4  |
| МГ 73            | Ленинград — Тверь                                             | 5:3  |
| Н (34)           | Ленинград (ЛОСПС) — «Динамо» Ленинград                        | 2:5  |
| Итого            |                                                               |      |
| И В Н П М        |                                                               |      |
| 14 8 2 4 66−35   |                                                               |      |
| 34 25 4 5 152−58 |                                                               |      |

## Официальные матчи

### 96. Ленинград — Карелия — 9:0
Соревновательный матч 16 — Чемпионат РСФСР, 1/4 финала (отчет)

| Ленинград | 9:0 | Карелия |
| --------- | --- | ------- |
|           |     |         |

| Игрок              | Клуб               |                 | Вышел на замену | Гол  |
| ------------------ | ------------------ | --------------- | --------------- | ---- |
| Рябинин, Василий   | «Промкооперация»   |                 | 1               | (-0) |
|                    |                    |                 |                 |      |
| Епишин, Василий    | «Красная заря»     |                 | 2               |      |
| Топталов, Василий  | «Красная заря»     |                 | 11              | 1    |
|                    |                    |                 |                 |      |
| Попов, Павел       | «Динамо»           |                 | 8               | 1    |
| Батырев, Павел     | «Динамо»           |                 | 56              | 13   |
| Гуськов, Александр | «Динамо»           |                 | 25              |      |
|                    |                    |                 |                 |      |
| Никандров, Георгий | «Красный выборжец» |                 | 2               | 1    |
| Елисеев, Евгений   | «Балтвод»          |                 | 1               |      |
| Бутусов, Михаил    | «Динамо»           |                 | 47              | 45   |
| Шелагин, Борис     | «Динамо»           |                 | 21              | 5    |
| Аксёнов, Фёдор     | «Красная заря»     |                 | 5               |      |
| Замена             |                    |                 |                 |      |
| Ивин, Борис        | Оптический завод   | Вышел на замену | 6               | 1    |

| Васильев  |                 |
|           |                 |
| Попов     |                 |
| Акимов    |                 |
|           |                 |
| Снегирев  |                 |
| Карулин   |                 |
| Фомин     |                 |
|           |                 |
| Буянов    |                 |
| Кураев    |                 |
| Кулезнев  |                 |
| Шлеймович |                 |
| Гусев     |                 |
| Замена    |                 |
| Сивинок   | Вышел на замену |

### 97. Ленинград — Нижний Новгород — 17:0
Соревновательный матч 17 — Чемпионат РСФСР, 1/2 финала (отчет)

| Ленинград     | 17:0 | Нижний Новгород |
| ------------- | ---- | --------------- |
| - Елисеев 16′ |      |                 |

| Игрок             | Клуб               |     | Вышел на замену | Гол   |
| ----------------- | ------------------ | --- | --------------- | ----- |
| Соколов, Николай  | «Динамо»           |     | 22              | (-31) |
|                   |                    |     |                 |       |
| Юденич, Михаил    | Завод им. Энгельса |     | 6               |       |
| Топталов, Василий | «Красная заря»     |     | 12              | 1     |
|                   |                    |     |                 |       |
| Попов, Павел      | «Динамо»           |     | 9               | 1     |
| Батырев, Павел    | «Динамо»           |     | 57              | 13    |
| Петров, Андрей    | «Динамо»           |     | 6               |       |
|                   |                    |     |                 |       |
| Григорьев, Пётр   | «Красная заря»     |     | 46              | 15    |
| Ивин, Борис       | Оптический завод   |     | 7               | 1     |
| Бутусов, Михаил   | «Динамо»           |     | 48              | 45    |
| Елисеев, Евгений  | «Балтвод»          | Гол | 2               | 1     |
| Аксёнов, Фёдор    | «Красная заря»     |     | 6               |       |

| Нижний Новгород |  |
| --------------- |  |
| Снопков         |  |
|                 |  |
| Коровин         |  |
| Полунов         |  |
|                 |  |
| Дементьев       |  |
| Остроушко       |  |
| Тарасов         |  |
|                 |  |
| Низов           |  |
| Ефимов          |  |
| Пшеничный       |  |
| Орешин          |  |
| Мещеряков       |  |

### 98. Ленинград — Москва — 3:4
Соревновательный матч 18 — Чемпионат РСФСР, финал (отчет)

| Ленинград                                              | 3:4 | Москва                              |
| ------------------------------------------------------ | --- | ----------------------------------- |
| - М.Бутусов 18′ - П.Григорьев 42′ - Батырев 72′ (пен.) |     | - 32′ Павлов - 46′ 56′ 73′ С.Иванов |

| Игрок               | Клуб               |                                                                   | Вышел на замену | Гол   |
| ------------------- | ------------------ | ----------------------------------------------------------------- | --------------- | ----- |
| Соколов, Николай    | «Динамо»           | Серебряный гол · Серебряный гол · Серебряный гол · Серебряный гол | 23              | (-35) |
|                     |                    |                                                                   |                 |       |
| Юденич, Михаил      | Завод им. Энгельса |                                                                   | 7               |       |
| Корнилов, Александр | «Динамо»           | 30'                                                               | 23              |       |
|                     |                    |                                                                   |                 |       |
| Попов, Павел        | «Динамо»           |                                                                   | 10              | 1     |
| Батырев, Павел      | «Динамо»           | Гол                                                               | 58              | 14    |
| Беляков, Сергей     | «Большевик»        |                                                                   | 12              |       |
|                     |                    |                                                                   |                 |       |
| Григорьев, Пётр     | «Красная заря»     | Гол                                                               | 47              | 16    |
| Бутусов, Михаил     | «Динамо»           | Гол                                                               | 49              | 46    |
| Дежонков, С.        | Оптический завод   |                                                                   | 1               |       |
| Елисеев, Евгений    | «Балтвод»          |                                                                   | 3               | 1     |
| Аксёнов, Фёдор      | «Красная заря»     |                                                                   | 7               |       |
| Замена              |                    |                                                                   |                 |       |
| Топталов, Василий   | «Красная заря»     | 30'                                                               | 13              | 1     |

| Москва         |                 |
| -------------- | --------------- |
| И.Филиппов     |                 |
|                |                 |
| Ал. Старостин  |                 |
| Пчеликов       |                 |
|                |                 |
| Леута          |                 |
| Ан. Старостин  |                 |
| Никишин        |                 |
|                |                 |
| Вал. Прокофьев |                 |
| С.Иванов       | Гол · Гол · Гол |
| Исаков         |                 |
| Павлов         | Гол             |
| С.Ильин        |                 |

|  |  |

### 99. Ленинград — Москва — 2:6
Междугородний товарищеский матч 64 — Матч трёх городов (отчет)

| Ленинград                                             | 2:6 | Москва                                                                          |
| ----------------------------------------------------- | --- | ------------------------------------------------------------------------------- |
| - П.Григорьев 23′ - Мурашев 33′ - Батырев ~43' (пен.) |     | - 25' (пен.) 25′ 40′ (пен.) Леута - 32′ Селин - 47′ 84′ Павлов - 70′ Г.Богданов |

| Игрок               | Клуб               | | Вышел на замену | Гол   |
| ------------------- | ------------------ | --------------------------------------------------------------------------------------------------- | --------------- | ----- |
| Савинцев, Николай   | «Большевик»        | Серебряный гол · Серебряный гол · Серебряный гол · Серебряный гол · Серебряный гол · Серебряный гол | 16              | (-32) |
|                     |                    | |                 |       |
| Юденич, Михаил      | Завод им. Энгельса | | 8               |       |
| Корнилов, Александр | «Динамо»           | | 24              |       |
|                     |                    | |                 |       |
| Попов, Павел        | «Динамо»           | | 11              | 1     |
| Батырев, Павел      | «Динамо»           | | 59              | 14    |
| Гуськов, Александр  | «Динамо»           | | 26              |       |
|                     |                    | |                 |       |
| Григорьев, Пётр     | «Красная заря»     | Гол                                                                                                 | 48              | 17    |
| Мурашев, Андрей     | «Большевик»        | Гол                                                                                                 | 12              | 6     |
| Бутусов, Михаил     | «Динамо»           | | 50              | 46    |
| Елисеев, Евгений    | «Балтвод»          | | 4               | 1     |
| Аксёнов, Фёдор      | «Красная заря»     | | 8               |       |

| Москва         |           |
| -------------- | --------- |
| И.Филиппов     |           |
|                |           |
| М.Соколов      |           |
| Пчеликов       |           |
|                |           |
| В.Дубинин      |           |
| Селин          | Гол       |
| Леута          | Гол · Гол |
|                |           |
| Г.Богданов     | Гол       |
| В.Зайцев       |           |
| Исаков         |           |
| Павлов         | Гол · Гол |
| Вал. Прокофьев |           |

|  |

### 100. Ленинград — Харьков — 2:2
Междугородний товарищеский матч 65 — Матч трёх городов (отчет)

| Ленинград                      | 2:2 | Харьков                                    |
| ------------------------------ | --- | ------------------------------------------ |
| - П.Григорьев 9′ - Аксёнов 89′ |     | - 54' (пен.) ? - 59′ Б.Андреев - 69′ Н.Зуб |

| Игрок             | Клуб               |                                 | Вышел на замену | Гол   |
| ----------------- | ------------------ | ------------------------------- | --------------- | ----- |
| Савинцев, Николай | «Большевик»        | Серебряный гол · Серебряный гол | 17              | (-34) |
|                   |                    |                                 |                 |       |
| Лабут, Андрей     | Пролетарский завод |                                 | 1               |       |
| Юденич, Михаил    | Завод им. Энгельса |                                 | 9               |       |
|                   |                    |                                 |                 |       |
| Попов, Павел      | «Динамо»           |                                 | 12              | 1     |
| Батырев, Павел    | «Динамо»           |                                 | 60              | 14    |
| Беляков, Сергей   | «Большевик»        |                                 | 13              |       |
|                   |                    |                                 |                 |       |
| Григорьев, Пётр   | «Красная заря»     | Гол                             | 49              | 18    |
| Мурашев, Андрей   | «Большевик»        |                                 | 13              | 6     |
| Бутусов, Михаил   | «Динамо»           |                                 | 51              | 46    |
| Елисеев, Евгений  | «Балтвод»          |                                 | 5               | 1     |
| Аксёнов, Фёдор    | «Красная заря»     | Гол                             | 9               | 1     |

| Бабкин       |     |
|              |     |
| Пономаренко  |     |
| К.Фомин      |     |
|              |     |
| Н.Фомин      |     |
| В.Фомин      |     |
| Капустин     |     |
|              |     |
| Привалов     |     |
| Шпаковский   | 43' |
| Н.Зуб        | Гол |
| Кротов       |     |
| Паровышников |     |
| Замена       |     |
| Б.Андреев    | 43' |

### 101. Ленинград — Турция — 5:4
Международный товарищеский матч 18 (отчет)

| Ленинград                         | 5:4 | Турция |
| --------------------------------- | --- | ------ |
| - Мурашев - М.Бутусов - Пав.Попов |     |        |

| Игрок                 | Клуб               |                                                                   | Вышел на замену | Гол   |
| --------------------- | ------------------ | ----------------------------------------------------------------- | --------------- | ----- |
| Савинцев, Николай     | «Большевик»        | Серебряный гол · Серебряный гол · Серебряный гол · Серебряный гол | 18              | (-38) |
|                       |                    |                                                                   |                 |       |
| Лабут, Андрей         | Пролетарский завод |                                                                   | 2               |       |
| Епишин, Василий       | «Динамо»           |                                                                   | 3               |       |
|                       |                    |                                                                   |                 |       |
| Попов, Павел          | «Динамо»           | Гол                                                               | 13              | 2     |
| Феоктистов, Александр | «Балтвод»          |                                                                   | 10              |       |
| Беляков, Сергей       | «Большевик»        |                                                                   | 14              |       |
|                       |                    |                                                                   |                 |       |
| Григорьев, Пётр       | «Красная заря»     |                                                                   | 50              | 18    |
| Мурашев, Андрей       | «Большевик»        | Гол · Гол · Гол                                                   | 14              | 9     |
| Бутусов, Михаил       | «Динамо»           | Гол                                                               | 52              | 47    |
| Елисеев, Евгений      | «Балтвод»          |                                                                   | 6               | 1     |
| Аксёнов, Фёдор        | «Красная заря»     |                                                                   | 10              | 1     |

| Турция |  |
| ------ |  |
| ?      |  |
|        |  |
| ?      |  |
| ?      |  |
|        |  |
| ?      |  |
| ?      |  |
| ?      |  |
|        |  |
| ?      |  |
| ?      |  |
| ?      |  |
| ?      |  |
| ?      |  |

### 102. Ленинград — Киев — 3:1
Междугородний товарищеский матч 66 (отчет)

| Ленинград                                                  | 3:1 | Киев               |
| ---------------------------------------------------------- | --- | ------------------ |
| - Елисеев (1:0)′ - Весеньев (2:1)′ (авт.) - Мурашев (3:1)′ |     | - (1:1)′ Садовский |

| Игрок             | Клуб                |                | Вышел на замену | Гол   |
| ----------------- | ------------------- | -------------- | --------------- | ----- |
| Савинцев, Николай | «Большевик»         | Серебряный гол | 19              | (-39) |
|                   |                     |                |                 |       |
| Юденич, Михаил    | Завод им. Энгельса  |                | 10              |       |
| Топталов, Василий | «Красная заря»      |                | 13              | 1     |
|                   |                     |                |                 |       |
| Попов, Павел      | «Динамо»            |                | 14              | 2     |
| Батырев, Павел    | «Динамо»            |                | 61              | 14    |
| Лемешев, Владимир | «Красный путиловец» |                | 1               |       |
|                   |                     |                |                 |       |
| Григорьев, Пётр   | «Красная заря»      |                | 51              | 18    |
| Мурашев, Андрей   | «Большевик»         | Гол            | 15              | 10    |
| Бутусов, Михаил   | «Динамо»            |                | 53              | 47    |
| Елисеев, Евгений  | «Балтвод»           | Гол            | 7               | 2     |
| Аксёнов, Фёдор    | «Красная заря»      |                | 11              | 1     |

| Идзковский   |     |
|              |     |
| Весеньев     |     |
| М.Денисов    |     |
|              |     |
| Юкельзон     |     |
| Пионтковский | 43' |
| Долгов       |     |
|              |     |
| Синица       |     |
| Малхасов     |     |
| Сердюк       |     |
| Садовский    | Гол |
| Печеный      |     |
| Замена       |     |
| Свиридовский | 46' |

### 103. Ленинград — Одесса — 3:1
Междугородний товарищеский матч 67 (отчет)

| Ленинград                                         | 3:1 | Одесса |
| ------------------------------------------------- | --- | ------ |
| - Елисеев (1:0)′ (2:0)′ - Пав.Попов (3:0)′ (пен.) |     |        |

| Игрок             | Клуб                |                | Вышел на замену | Гол   |
| ----------------- | ------------------- | -------------- | --------------- | ----- |
| Савинцев, Николай | «Большевик»         | Серебряный гол | 20              | (-40) |
|                   |                     |                |                 |       |
| Юденич, Михаил    | Завод им. Энгельса  |                | 11              |       |
| Топталов, Василий | «Красная заря»      |                | 14              | 1     |
|                   |                     |                |                 |       |
| Попов, Павел      | «Динамо»            | Гол            | 15              | 3     |
| Батырев, Павел    | «Динамо»            |                | 62              | 14    |
| Лемешев, Владимир | «Красный путиловец» |                | 2               |       |
|                   |                     |                |                 |       |
| Григорьев, Пётр   | «Красная заря»      |                | 52              | 18    |
| Мурашев, Андрей   | «Большевик»         |                | 16              | 10    |
| Бутусов, Михаил   | «Динамо»            |                | 54              | 47    |
| Елисеев, Евгений  | «Балтвод»           | Гол · Гол      | 8               | 4     |
| Аксёнов, Фёдор    | «Красная заря»      |                | 12              | 1     |

| Одесса |  |
| ------ |  |
| ?      |  |
|        |  |
| ?      |  |
| ?      |  |
|        |  |
| ?      |  |
| ?      |  |
| ?      |  |
|        |  |
| ?      |  |
| ?      |  |
| ?      |  |
| ?      |  |
| ?      |  |

### 104. Ленинград — Николаев — 6:2
Междугородний товарищеский матч 68 (отчет)

| Ленинград                                                     | 6:2 | Николаев         |
| ------------------------------------------------------------- | --- | ---------------- |
| - Елисеев (1:0)′ - М.Бутусов (2:0)′ - Пав.Попов (3:0)′ (пен.) |     | - (3:1)′ Смирнов |

| Игрок                 | Клуб               |                                 | Вышел на замену | Гол   |
| --------------------- | ------------------ | ------------------------------- | --------------- | ----- |
| Савинцев, Николай     | «Большевик»        | Серебряный гол · Серебряный гол | 21              | (-42) |
|                       |                    |                                 |                 |       |
| Юденич, Михаил        | Завод им. Энгельса |                                 | 12              |       |
| Топталов, Василий     | «Красная заря»     |                                 | 15              | 1     |
|                       |                    |                                 |                 |       |
| Попов, Павел          | «Динамо»           | Гол                             | 16              | 4     |
| Батырев, Павел        | «Динамо»           |                                 | 63              | 14    |
| Феоктистов, Александр | «Балтвод»          |                                 | 11              |       |
|                       |                    |                                 |                 |       |
| Григорьев, Пётр       | «Красная заря»     |                                 | 53              | 18    |
| Мурашев, Андрей       | «Большевик»        |                                 | 17              | 10    |
| Бутусов, Михаил       | «Динамо»           | Гол                             | 55              | 48    |
| Елисеев, Евгений      | «Балтвод»          | Гол                             | 9               | 5     |
| Аксёнов, Фёдор        | «Красная заря»     |                                 | 13              | 1     |

| Николаев |     |
| -------- | --- |
| ?        |     |
|          |     |
| ?        |     |
| ?        |     |
|          |     |
| ?        |     |
| Новиков  |     |
| ?        |     |
|          |     |
| Гичкин   |     |
| ?        |     |
| Смирнов  | Гол |
| ?        |     |
| ?        |     |

### 105. Ленинград — Сталино — 3:5
Междугородний товарищеский матч 69 (отчет)

| Ленинград                                            | 3:5 | Сталино                                                        |
| ---------------------------------------------------- | --- | -------------------------------------------------------------- |
| - ? (1:0)′ (авт.) - М.Бутусов (2:4)′ - Кусков (3:4)′ |     | - (1:1)′ (1:2)′ (1:3)′ (пен.) (1:4)′ Наумов - 90′ Гречановский |

| Игрок                 | Клуб                |                                                                                    | Вышел на замену | Гол   |
| --------------------- | ------------------- | ---------------------------------------------------------------------------------- | --------------- | ----- |
| Савинцев, Николай     | «Большевик»         | Серебряный гол · Серебряный гол · Серебряный гол · Серебряный гол · Серебряный гол | 22              | (-47) |
|                       |                     |                                                                                    |                 |       |
| Юденич, Михаил        | Завод им. Энгельса  |                                                                                    | 13              |       |
| Топталов, Василий     | «Красная заря»      |                                                                                    | 16              | 1     |
|                       |                     |                                                                                    |                 |       |
| Попов, Павел          | «Динамо»            |                                                                                    | 17              | 4     |
| Феоктистов, Александр | «Балтвод»           |                                                                                    | 12              |       |
| Лемешев, Владимир     | «Красный путиловец» |                                                                                    | 3               |       |
|                       |                     |                                                                                    |                 |       |
| Григорьев, Пётр       | «Красная заря»      |                                                                                    | 54              | 18    |
| Мурашев, Андрей       | «Большевик»         |                                                                                    | 18              | 10    |
| Бутусов, Михаил       | «Динамо»            | Гол                                                                                | 56              | 49    |
| Кусков, Владимир      | ЛОС                 | Гол                                                                                | 29              | 15    |
| Аксёнов, Фёдор        | «Красная заря»      |                                                                                    | 14              | 1     |

| Сталино      |                       |
| ------------ | --------------------- |
| ?            |                       |
|              |                       |
| ?            |                       |
| ?            |                       |
|              |                       |
| ?            |                       |
| ?            |                       |
| Навольнев    |                       |
|              |                       |
| ?            |                       |
| ?            |                       |
| Наумов       | Гол · Гол · Гол · Гол |
| Бескровный   |                       |
| Гречановский | Гол                   |

### 106. Ленинград — Харьков — 2:2
Междугородний товарищеский матч 70 (отчет)

| Ленинград | 2:2 | Харьков |
| --------- | --- | ------- |
|           |     |         |

| Игрок                 | Клуб               |                                 | Вышел на замену | Гол   |
| --------------------- | ------------------ | ------------------------------- | --------------- | ----- |
| Савинцев, Николай     | «Большевик»        | Серебряный гол · Серебряный гол | 23              | (-49) |
|                       |                    |                                 |                 |       |
| Юденич, Михаил        | Завод им. Энгельса |                                 | 14              |       |
| Топталов, Василий     | «Красная заря»     |                                 | 17              | 1     |
|                       |                    |                                 |                 |       |
| Попов, Павел          | «Динамо»           |                                 | 18              | 4     |
| Батырев, Павел        | «Динамо»           |                                 | 64              | 14    |
| Феоктистов, Александр | «Балтвод»          |                                 | 13              |       |
|                       |                    |                                 |                 |       |
| Григорьев, Пётр       | «Красная заря»     |                                 | 55              | 18    |
| Мурашев, Андрей       | «Большевик»        |                                 | 19              | 10    |
| Елисеев, Евгений      | «Балтвод»          |                                 | 10              | 5     |
| Кусков, Владимир      | ЛОС                |                                 | 30              | 15    |
| Аксёнов, Фёдор        | «Красная заря»     |                                 | 15              | 1     |

| Харьков |  |
| ------- |  |
| ?       |  |
|         |  |
| ?       |  |
| ?       |  |
|         |  |
| ?       |  |
| ?       |  |
| ?       |  |
|         |  |
| ?       |  |
| ?       |  |
| ?       |  |
| ?       |  |
| ?       |  |

### 107. Ленинград — Москва — 3:1
Междугородний товарищеский матч 71 (отчет)

| Ленинград                          | 3:1 | Москва                                                    |
| ---------------------------------- | --- | --------------------------------------------------------- |
| - Елисеев ~15′ 60′ - М.Бутусов 77′ |     | - ~20' (пен.) Леута - ~40′ Павлов - ~80' (пен.) В.Блинков |

| Игрок             | Клуб                |                | Вышел на замену | Гол   |
| ----------------- | ------------------- | -------------- | --------------- | ----- |
| Савинцев, Николай | «Большевик»         | Серебряный гол | 24              | (-50) |
|                   |                     |                |                 |       |
| Юденич, Михаил    | Завод им. Энгельса  |                | 15              |       |
| Епишин, Василий   | «Динамо»            |                | 4               |       |
|                   |                     |                |                 |       |
| Попов, Павел      | «Динамо»            |                | 19              | 4     |
| Батырев, Павел    | «Динамо»            |                | 65              | 14    |
| Лемешев, Владимир | «Красный путиловец» |                | 4               |       |
|                   |                     |                |                 |       |
| Григорьев, Пётр   | «Красная заря»      | 46'            | 56              | 18    |
| Мурашев, Андрей   | «Большевик»         |                | 20              | 10    |
| Бутусов, Михаил   | «Динамо»            | Гол            | 57              | 50    |
| Елисеев, Евгений  | «Балтвод»           | Гол · Гол      | 11              | 7     |
| Аксёнов, Фёдор    | «Красная заря»      |                | 16              | 1     |
| Замена            |                     |                |                 |       |
| Елец, Яков        | «Балтвод»           | 46'            | 1               |       |

| Москва         |     |
| -------------- | --- |
| С.Москвин      |     |
|                |     |
| Ал. Старостин  |     |
| Лясковский     |     |
|                |     |
| Леута          |     |
| Ан. Старостин  |     |
| Никишин        |     |
|                |     |
| Г.Богданов     |     |
| В.Блинков      |     |
| Исаков         |     |
| Павлов         | Гол |
| Вал. Прокофьев |     |

### 108. Ленинград — Москва — 3:4
Междугородний товарищеский матч 72 (отчет)

| Ленинград                                           | 3:4 | Москва                                      |
| --------------------------------------------------- | --- | ------------------------------------------- |
| - Пав.Попов ~30′ (пен.) - Елисеев 42′ - Мурашев 50′ |     | - 7′ Павлов - 61′ 65′ Смирнов - 80′ С.Ильин |

| Игрок                 | Клуб               |                                                                   | Вышел на замену | Гол   |
| --------------------- | ------------------ | ----------------------------------------------------------------- | --------------- | ----- |
| Савинцев, Николай     | «Большевик»        | Серебряный гол · Серебряный гол · Серебряный гол · Серебряный гол | 25              | (-54) |
|                       |                    |                                                                   |                 |       |
| Юденич, Михаил        | Завод им. Энгельса |                                                                   | 16              |       |
| Епишин, Василий       | «Динамо»           |                                                                   | 5               |       |
|                       |                    |                                                                   |                 |       |
| Попов, Павел          | «Динамо»           | Гол                                                               | 20              | 5     |
| Феоктистов, Александр | «Балтвод»          |                                                                   | 14              |       |
| Петров, Андрей        | «Красный выборжец» |                                                                   | 7               |       |
|                       |                    |                                                                   |                 |       |
| Елец, Яков            | «Балтвод»          |                                                                   | 2               |       |
| Мурашев, Андрей       | «Большевик»        | Гол                                                               | 21              | 11    |
| Бутусов, Михаил       | «Динамо»           |                                                                   | 58              | 50    |
| Елисеев, Евгений      | «Балтвод»          | Гол                                                               | 12              | 8     |
| Аксёнов, Фёдор        | «Красная заря»     |                                                                   | 17              | 1     |

| Москва        |           |
| ------------- | --------- |
| Фокин         |           |
|               |           |
| Ал. Старостин |           |
| Пчеликов      |           |
|               |           |
| Леута         |           |
| Ан. Старостин |           |
| Никишин       |           |
|               |           |
| Потапов       |           |
| Смирнов       | Гол · Гол |
| Исаков        |           |
| Павлов        | Гол       |
| С.Ильин       | Гол       |

### 109. Ленинград — Тверь — 5:3
Междугородний товарищеский матч 73 (отчет)

| Ленинград                                | 5:3 | Тверь |
| ---------------------------------------- | --- | ----- |
| - Кусков - М.Бутусов - Елисеев - Мурашев |     |       |

| Игрок              | Клуб               |                                                  | Вышел на замену | Гол   |
| ------------------ | ------------------ | ------------------------------------------------ | --------------- | ----- |
| Савинцев, Николай  | «Большевик»        | Серебряный гол · Серебряный гол · Серебряный гол | 26              | (-57) |
|                    |                    |                                                  |                 |       |
| Юденич, Михаил     | Завод им. Энгельса |                                                  | 17              |       |
| Епишин, Василий    | «Динамо»           |                                                  | 6               |       |
|                    |                    |                                                  |                 |       |
| Попов, Павел       | «Динамо»           |                                                  | 21              | 5     |
| Батырев, Павел     | «Динамо»           |                                                  | 66              | 14    |
| Гуськов, Александр | «Динамо»           |                                                  | 27              |       |
|                    |                    |                                                  |                 |       |
| Григорьев, Пётр    | «Красная заря»     |                                                  | 57              | 18    |
| Мурашев, Андрей    | «Большевик»        | Гол                                              | 22              | 12    |
| Бутусов, Михаил    | «Динамо»           | Гол · Гол                                        | 59              | 52    |
| Елисеев, Евгений   | «Балтвод»          | Гол                                              | 13              | 9     |
| Кусков, Владимир   | ЛОС                | Гол                                              | 31              | 16    |

| Тверь      |  |
| ---------- |  |
| Петров     |  |
|            |  |
| Боярский   |  |
| Соловьев   |  |
|            |  |
| Загребин   |  |
| Хрусталёв  |  |
| Иванов     |  |
|            |  |
| Арсеньев   |  |
| Решетников |  |
| Калинников |  |
| Васильев   |  |
| Козлов     |  |

## Неофициальные матчи
1. Тренировочный матч сборных команд
| 13 мая Неоф (1) | Ленинград | 1:1 | Ленинград (II) | Ленинград |
| |           |     | - 8′ Елисеев   |           |
| Ленинград: Н.Соколов - Епишин, Гинько - Пав.Попов, Феоктистов, Беляков - П.Григорьев, Е.Шелагин, М.Бутусов, Б.Шелагин, Аксенов Ленинград: Савинцев - В.Топталов, Юденич - А.Петров, Ивин, Гуськов - Никандров, Елисеев, Дежонков, К.Егоров, В.Бодров |           |     |                |           |

2. Матч, сыгранный в ходе совместного тренировочного занятия ленинградцев в Петрозаводске с хозяевами
| 24 мая Неоф (2) | Ленинград | 8:1 | Петрозаводск | Петрозаводск |

3. Тренировочный матч сборных на открытии стадиона «Динамо»
| ~27 мая Неоф (3) | Ленинград | 2:3 | Ленинград (II) | «Динамо», Ленинград |
| Ленинград: Н.Соколов - ... Ленинград: Рябинин - ... - А.Петров, Феоктистов, П.Строков - П.Григорьев, Ивин, Дежонков, Е.Шелагин, К.Егоров |           |     |                |                     |

4. Тренировочный матч сборных
| ~6 июн Неоф (4)                                                             | Ленинград | 7:1 | Ленинград (II)     | Ленинград |
|                                                                             | - Елисеев |     | - (0:1)′ Е.Шелагин |           |
| Ленинград: ... Елисеев, Дежонков ... Ленинград: Рябинин - ... Е.Шелагин ... |           |     |                    |           |

5. Тренировочный матч сборной РСФСР
| 10 июн Неоф (5) | Ленинград                                         | 3:2 | РСФСР                        | Стадион им.Ленина, Ленинград |
| | - ? ~40' (пен.) - Аксенов ~35′ ~75′ - Мурашев 83′ |     | - ~50′ Павлов - 73′ С.Иванов | Зрителей: 7000               |
| Ленинград: Савинцев - Юденич, Епишин - А.Петров, Феоктистов (~86' Елец), Гуськов - П.Григорьев, Ивин, Мурашев, Елисеев, Аксенов РСФСР: Н.Соколов - Ал.Старостин, Пчеликов - Беляков, Батырев, Никишин - Сердюков, С.Иванов, М.Бутусов, Павлов, С.Ильин |                                                   |     |                              |                              |

6. Матч «чемпион — сборная (ЛОСПС)» весеннего первенства Ленинграда
| 7 июл Неоф (6) | Ленинград (ЛОСПС)              | 6:3 | «Динамо» Ленинград                          | Стадион им.Ленина, Ленинград |
| | - Мурашев (1:2)′ - Ивин (2:2)′ |     | - 20′ 25′ М.Бутусов - ~85′ (пен.) Пав.Попов | Зрителей: ~15 000            |
| Ленинград: Савинцев - Юденич, Гинько - А.Петров, Феоктистов, Беляков - П.Григорьев, Ивин, Мурашев, Елисеев, Аксенов «Динамо» Ленинград: ... М.Бутусов, Пав.Попов ... |                                |     |                                             |                              |

7. Матч профсоюзов Москвы и Ленинграда
| 18 июл Неоф (7) | Ленинград (ЛОСПС) | 1:2 | Москва (МГСПС)                   | Стадион им.Ленина, Ленинград               |
| | - Мурашев 30′     |     | - ~35′ Г.Богданов - 87′ В.Зайцев | Зрителей: 10 000 Судья: Свирин (Ленинград) |
| Ленинград: Савинцев - Юденич, Гинько - А.Петров, Феоктистов, Беляков - П.Григорьев, Ивин, Мурашев, Елисеев, Аксенов Москва: И.Филиппов - Пчеликов, Б.Аркадьев - В.Дубинин, А.Коротков, М.Путистин - Г.Богданов, В.Зайцев, Степанов, В.Соколов, Бубенцов |                   |     |                                  |                                            |

8. Тренировочный матч
| ~20 июл Неоф (8)                         | Ленинград | 7:0 | Ленинград (ЛОСПС, «молодёжная») | Ленинград |
| Ленинград: ... Киселёв, Беляев, Елец ... |           |     |                                 |           |

9. Тренировочный матч
| ~20 июл Неоф (9)                                                                          | Ленинград (ЛОСПС, II)                     | 4:3 | Ленинград (ЛОСПС, III)             | Ленинград |
|                                                                                           | - Ал.Ларионов (1:1)′ - П.Дементьев (3:2)′ |     | - (0:1)′ Зиновьев - (4:3)′ Смарыго |           |
| Ленинград: ... Киселёв, Ал.Ларионов, П.Дементьев ... Ленинград: ... Зиновьев, Смарыго ... |                                           |     |                                    |           |

10 — 17. Турне «молодёжной» сборной ЛОСПС по Поволжью
| ~23 июл Неоф (10) | Ленинград (ЛОСПС, «молодёжная») | 2:1 | Нижний Новгород (профсоюзы) | Нижний Новгород |

| ~24 июл Неоф (11) | Ленинград (ЛОСПС, «молодёжная») | 2:6 | Москва (МГСПС) | Нижний Новгород |

| ~25 июл Неоф (12) | Ленинград (ЛОСПС, «молодёжная») | 4:0 | Чебоксары | Чебоксары |

| ~27 июл Неоф (13) | Ленинград (ЛОСПС, «молодёжная») | 8:0 | Казань (профсоюзы) | Казань |
| Ленинград: Шорец - Арчаков, Беляев - П.Никонов, Феоктистов, Арк.Кузьмин - Елец, Ивин, Ал.Ларионов, Смарыго, К.Николаев |                                 |     |                    |        |

| ~28 июл Неоф (14) | Ленинград (ЛОСПС, «молодёжная») | 6:0 | Казань («кожевники») | Казань |

| ~30 июл Неоф (15) | Ленинград (ЛОСПС, «молодёжная») | 14:2 | Самара («старики») | Самара |
| Ленинград: Шорец - Арчаков, Беляев - П.Никонов, Феоктистов, Арк.Кузьмин - Елец, Ивин, Ал.Ларионов, Смарыго, К.Николаев |                                 |      |                    |        |

| ~31 июл Неоф (16) | Ленинград (ЛОСПС, «молодёжная») | 6:1 | Самара | Самара |
| Ленинград: Шорец - Арчаков, Беляев - П.Никонов, Феоктистов, Арк.Кузьмин - Елец, Ивин, Ал.Ларионов, Смарыго, К.Николаев |                                 |     |        |        |

| ~1 авг Неоф (17) | Ленинград (ЛОСПС, «молодёжная») | 6:1 | Самара («железнодорожники») | Самара |

18. Праздник в честь 10-летия КСИ
| ~28 июл Неоф (18) | Ленинград                                  | 3:3 | Ленинград (II)                             | Стадион им.Ленина, Ленинград |
| | - Кусков 40′ - Аксёнов 66′ - М.Бутусов 87′ |     | - 21′ К.Егоров - 22′ Е.Шелагин - 36′ Ярцев | Зрителей: ~20 000            |
| Ленинград: Гусев - Юденич, Трутнев - Пав.Попов, Батырев, Гуськов - П.Григорьев, Елисеев, М.Бутусов, Кусков, Аксёнов Ленинград: Сидоренко - Лабут, Григорьев - Любимов, П.Чернышев,Беляков - Никандров, Федулов, Ярцев, Е..Шелагин, К.Егоров |                                            |     |                                            |                              |

19. Тренировочный матч сборных
| ~15 авг Неоф (19) | Ленинград (II) | 9:2 | Ленинград (III) | Ленинград |
| Ленинград: Белобжецкий - Лабут, Н.Топталов - Беляков, Уннам, А.Зябликов - Никандров, Е.Шелагин, Ярцев, Зиновьев, Михайлов Ленинград: ... И.Горелкин, Игнатьев ... |                |     |                 |           |

20. Тренировочный матч сборных
| ~16 авг Неоф (20) | Ленинград         | 2:5 | Ленинград (ЛОСПС, «молодёжная»)    | Ленинград |
| | - К.Егоров (1:2)′ |     | - 6′ Ал.Ларионов - 20′ (1:3)′ Елец |           |
| Ленинград: Сидоренко - Лабут, Юденич - Пав.Попов, Батырев, Гуськов - К.Егоров, Е.Шелагин, Ярцев, Б.Шелагин, Аксёнов Ленинград: Лихвинцев - Арчаков, Киселёв - П.Никонов, Беляев, Арк.Кузьмин - Елец, Ивин, Ал.Ларионов, Смарыго, Зиновьев |                   |     |                                    |           |

21. Тренировочный матч сборных
| ~20 авг Неоф (21) | Ленинград (ЛОСПС) | 3:2 | Ленинград (ЛОСПС, «молодёжная») | Ленинград |
|                   | - Аксёнов (пен.)  |     | - Ивин - К.Николаев             |           |

22 — 26. Турне «молодёжной» сборной ЛОСПС по Украине
| ~23 авг Неоф (22) | Ленинград (ЛОСПС, «молодёжная»)          | 2:2 | Одесса (профсоюзы) | Одесса |
| | - Беляев (1:0)′ (пен.) - Ал.Ларионов 70′ |     |                    |        |
| Ленинград: Лихвинцев - Арчаков, Киселев - В.Лемешев, Беляев, Арк.Кузьмин - Елец, Ивин, Ал.Ларионов, Смарыго, К.Николаев (запасные - Белобжевский, Зиновьев, Курков) |                                          |     |                    |        |

| ~24 авг Неоф (23) | Ленинград (ЛОСПС, «молодёжная»)                                                  | 4:2 | Одесса (профсоюзы) | Одесса |
| | - Беляев 10′ (пен.) (3:1)′ (3:1) (пен.) - Ивин (2:1)′ - К.Николаев (4:1)′ (пен.) |     |                    |        |
| Ленинград: Лихвинцев - Арчаков, Киселев - В.Лемешев, Беляев, Арк.Кузьмин - Елец, Ивин, Ал.Ларионов, Смарыго, К.Николаев |                                                                                  |     |                    |        |

| ~26 авг Неоф (24) | Ленинград (ЛОСПС, «молодёжная») | 5:1 | Винница (профсоюзы) | Винница |

| ~28 авг Неоф (25)                       | Ленинград (ЛОСПС, «молодёжная») | 1:0 | «Динамо» Винница | Винница |
|                                         | - Смарыго                       |     |                  |         |
| Ленинград: ... Ал.Ларионов, Смарыго ... |                                 |     |                  |         |

| ~29 авг Неоф (26) | Ленинград (ЛОСПС, «молодёжная») | 6:0 | Казатин | Казатин |

27. Международный матч
| 8 сен Неоф (27) | Ленинград (II)                  | 9:1 | Норвегия (АИФ) | Ленинград                         |
| | - Б.Шелагин 13′ 68′ - Ярцев 15′ |     |                | Зрителей: 10 000 Судья: И.Малинин |
| Ленинград: Сидоренко - Епишин, Гинько - Уннам, П.Строков, Гуськов - Никандров, Е.Шелагин, Ярцев, Б.Шелагин, Ганшин (АИФ): Б.Йоханнесен - ... Кюре ... |                                 |     |                |                                   |

28 — 32. Турне первой сборной Ленинграда по Украине
| 5 сен Неоф (28) | Ленинград     | 2:1 | Киев (профсоюзы) | Киев |
| | - ? 3’ (пен.) |     | - 28′ Гончаренко |      |
| Ленинград: Савинцев - Юденич, В.Топталов - Пав.Попов, Батырев, Феоктистов - П.Григорьев, Мурашев, М.Бутусов, Елисеев, Аксёнов Киев: Поталов - Весеньев, Тимофеев - Фенцель, Юкельзон, Долгов - Правоверов, Н.Балакин, Гончаренко, Сопин, Зозуля |               |     |                  |      |

| 9 сен Неоф (29) | Ленинград              | 1:1 | «Динамо» Киев        | Киев                |
| | - Пав.Попов 23′ (пен.) |     | - 76′ (пен.) Печеный | Судья: Ходак (Киев) |
| Ленинград: Шлейфер - Юденич, В.Топталов - Пав.Попов, Батырев, Феоктистов - П.Григорьев, Мурашев, М.Бутусов, Елисеев, Аксёнов «Динамо» Киев: Идзковский (~85’ Марочинский) - ... Тютчев, Печеный ... |                        |     |                      |                     |

| ~13 сен Неоф (30)                                             | Ленинград        | 3:2 | Одесса (ΙΙ) | Одесса           |
|                                                               | - М.Бутусов ~85′ |     |             | Зрителей: 10 000 |
| Ленинград: Савинцев - ... М.Бутусов ... Одесса: ... Ермак ... |                  |     |             |                  |

| 19 сен Неоф (31)                                                                                                  | Ленинград   | 5:2 | «Динамо» Сталино   | Сталино                    |
| | - М.Бутусов |     | - (0:1)′ Шиловский | Судья: М.Окунь (Ленинград) |
| Ленинград: Шлейфер - ... В.Топталов, Батырев, М.Бутусов ... «Динамо» Сталино: ... Константиновский, Шиловский ... |             |     |                    |                            |

| ~24 сен Неоф (32) | Ленинград | 5:2 | Харьков (ΙΙ) | Харьков |
| Ленинград: Шлейфер - К.Егоров, В.Топталов - Пав.Попов, Батырев, В.Лемешев - П.Григорьев, Мурашев, М.Бутусов, Кусков, Аксёнов |           |     |              |         |

33. Междугородний матч
| 8 окт Неоф (33) | Ленинград (ЛОСПС)                          | 3:0 | Москва (МГСПС) | Стадион им.Томского, Москва |
| | - Елисеев 16′ - Ал.Ларионов 30′ - Елец 35′ |     |                |                             |
| Ленинград: Лихвинцев - Юденич, Лабут - А.Петров, Феоктистов, Арк.Кузьмин - Елец, Елисеев, Ал.Ларионов, Кусков, Аксёнов Москва: С.Москвин - Лясковский, Пчеликов - В.Дубинин, Карасёв, М.Путистин - Г.Богданов, Щавелев, Исаков, Е.Семёнов, А.Емельянов |                                            |     |                |                             |

34. Матч «чемпион — сборная (ЛОСПС)» осеннего первенства Ленинграда
| 30 окт Неоф (34) | Ленинград (ЛОСПС)    | 2:5 | «Динамо» Ленинград                  | Стадион им.Ленина, Ленинград |
| | - Н.Емельянов (1:2)′ |     | - (0:2)′ Батырев - (пен.) Пав.Попов |                              |
| Ленинград: А.Петров - Лабут, В.Топталов - И.Горелкин, Уннам, Арк.Кузьмин - Елец, Киселев, Елисеев, Н.Емельянов, Аксёнов «Динамо» Ленинград: Сидоренко - А.Корнилов, Епишин - Пав.Попов, Батырев, Гуськов - К.Егоров, Е.Шелагин, М.Бутусов, Б.Шелагин, Цвилих |                      |     |                                     |                              |

## Комментарии
1. ↑  К.Есенин указывал для сборной Москвы только междугородние и международные матчи[1]
2. ↑  В реестре матчей сборной Санкт-Петербурга (Петрограда, Ленинграда), опубликованном группой ленинградских историков и статистиков под редакцией Н.Киселёва[2] учтены только междугородние матчи со сборными городов и республик
3. ↑  Г.Калянов предложил разделение матчей на официальные и товарищеские (для сборной Москвы)[3]
4. ↑  в том числе недоигранные и аннулированные, а также сыгранные с неформатными сборными и клубами — все матчи, объявленные как матчи официальных турниров
5. ↑  Матчи второй, третьей и т. д. (дублёров), а также ведомственных (например, сборной профсоюзов) сборных считаются неформатными. Тем не менее, междугородние матчи и «русской», и «английской» сборных Санкт-Петербурга и Москвы начала века, согласно установившейся традиции, учитываются историками[4][5][1] в их реестрах
6. ↑  Тем не менее, несколько международных матчей 1910-х годов с командами, формально не соответствующими строго данному критерию, но в игровом плане нередко подавляюще превосходившими сборные Санкт-Петербурга и Москвы, учтены[6][7] в их реестрах